# أوليفر غراهام
أوليفر غراهام (3 يناير 1995 في المملكة المتحدة - ) (بالإنجليزية: Oliver Graham)‏ هو لاعب كريكت بريطاني. لعب مع Leeds/Bradford MCC University ‏.

## وصلات خارجية
- أوليفر غراهام على موقع إي آس بي آن كريك إنفو (الإنجليزية)